# Solidago gigantea subsp. serotina
Solidago gigantea subsp. serotina é uma subespécie de planta com flor pertencente à família Asteraceae. 
A autoridade científica da subespécie é (Kuntze) McNeill, tendo sido publicada em Botanical Journal of the Linnean Society 67(3): 280. 1973.

## Portugal
Trata-se de uma subespécie presente no território português, nomeadamente no Arquipélago dos Açores.
Em termos de naturalidade é introduzida na região atrás indicada.

## Protecção
Não se encontra protegida por legislação portuguesa ou da Comunidade Europeia.